# Port Talbot
Port Talbot er en by og community i county boroughet Neath Port Talbot, Wales. Det ligger på østsiden af Swansea Bay, omkring 13 km øst for Swansea. Port Talbot Steelworks dækker en stor del af landarealet og dominere den sydøstlige del af byen, og det er et af de største stålværker i verden, men har været lukningstruet siden 1980'erne.
I 2011 havde byen et befolkningstal på 37.276, hvilket gør den til en af Wales' største byer.
Blandt byens attraktioner er Baked Bean Museum of Excellence og Margam Stones Museum samt South Wales Miners' Museum nær landsbyen Cymmer.